# Зилсторф
Зилсторф (њем. Sülstorf) општина је у њемачкој савезној држави Мекленбург-Западна Померанија. Једно је од 89 општинских средишта округа Лудвигслуст. Према процјени из 2010. у општини је живјело 934 становника. Посједује регионалну шифру (AGS) 13054101.

## Географски и демографски подаци
Зилсторф се налази у савезној држави Мекленбург-Западна Померанија у округу Лудвигслуст. Општина се налази на надморској висини од 44 метра. Површина општине износи 18,6 km². У самом мјесту је, према процјени из 2010. године, живјело 934 становника. Просјечна густина становништва износи 50 становника/km².